# Фердінандо Джанотті
Фердінандо Джанотті (італ. Ferdinando Gianotti; 1920—1984) — італійський дерматолог. Описав разом з Агостіно Крості дерматологічний синдром, який було названо за їхніми іменами. Синдром має інфекційне походження, перебігає з висипом, лімфаденопатією та гострим безжовтяничним гепатитом.

## Біографія
Народився в 1920 році в Корсіко, містечку поблизу Мілана, і походив з дуже бідної сім'ї. Після закінчення початкової школи почав працювати на шкіряному заводі, де у 13 років через нещасний випадок втратив ліве передпліччя. Як компенсацію роботодавець дозволив йому закінчити повну школу. Джанотті закінчив її лише за 5 років. Далі навчався медицині, випустився з відзнакою у 1947 році. Джанотті обрав дерматологію «тому, що зі шкірою неможливо бути шахраєм» і «тому що шкіра — це завжди відкриття».
Був представником міланської школи дерматології. Ця школа була створена в 1924 році. У 1946 році Агостіно Крості взяв на себе керування нею і мав шість наступників. Джанотті став одним з них у 1951 році.
Почав працювати в дитячій дерматології в 1953 році, тому що «діти не говорять», а також тому, що «посмішка вилікуваної дитини має неоціненну цінність». У 1954 році Джанотті створив у Мілані перше італійське (і, ймовірно, європейське) відділення дитячої дерматології в Granda Ospedale Maggiore Policlinico. У 1956 році став професором дерматології та сифілідології в Міланському університеті. Упродовж 1966—1971 років працював професором кафедри професійної та алергологічної дерматології цього університету. Упродовж 1981—1984 років до самої смерті був директором інституту дерматології і педіатричної дерматології цього університету.
Був інтровертом, стриманим, мовчазним, мабуть, похмурим чоловіком, але обдарованим доброю пам'яттю та неймовірною здатністю спостерігати. Контакти з дітьми допомогли змінити його характер. Він випромінював доброзичливість, зачаровувався їхньою присутністю і навіть зміг отримати взамін їхню прихильність.
Його спосіб викладання був нетрадиційним, але різко стимулюючим. Він ніколи не оголошував діагноз захворювання безпосередньо, але завжди пропонував студентові самостійно поставити діагноз, спостерігаючи, читаючи, запитуючи та думаючи.
Автор понад 200 публікацій, що стосувалися різних проблем дерматології. Основним його спостереженням був «дитячий папульозний акродерматит», який він описав у 1955 році. Його вважали знаним фахівцем у галузі гістіоцитарних синдромів. У 1971 році у співпраці з Р. Капуто та Е. Ермакоро Джанотті описав рідкісну форму гістіоцитозу нелангергансових клітин при ураженні голови та назвав її «Доброякісний цефалічний гістіоцитоз».
Після його смерті його учні зауважили, «що тільки великі люди здатні навчати після того, як померли».

## Твори
- F. Gianotti, L. Levi. [Therapeutic efficacy of nitrogen mustard in a case of chronic lymphatic leukemia with diffuse cutaneous leukemia.] Atti della Società italiana di dermatologia e sifilografia e delle sezioni interprovinciali, May-June 1951, 92 (3): 179—187.
- A. Crosti, F. Gianotti, E. Hahn, D. Bubola. [Virological research and clinical findings in eruptive bullous diseases in childhood. (Grave congenital epidermolysis bullosa, Duhring's dermatitis herpetiformis, polymorphous erythema and acute necrotic epidermolysis] Minerva pediatrica, Torino, November 10, 1966, 18 (34): 2001—2005. (італ.)
- G. Pozzo, F. Gianotti. [Fournier's tertiary erythema.] Atti della Società italiana di dermatologia e sifilografia e delle sezioni interprovinciali, May-June 1952, 93 (3): 213-220.
- F. Gianotti. [Old and new concepts and report of a case of herpes gestationis.] Atti della Società italiana di dermatologia e sifilografia e delle sezioni interprovinciali, January-February 1953, 94 (1): 1-18.
- F. Gianotti. [Therapeutic experience with vitamin A and, successively, with gonadotropic hormones and testosterone in a case of xeroderma pigmentosum.] Atti della Società italiana di dermatologia e sifilografia e delle sezioni interprovinciali, May-June 1953, 94 (3): 211-216.
- P. Caccialanza, F. Gianotti. [Chromatographical aspects of hydrolysates of cutaneous inflammatory elements (erythema, bullae, papules and nodules).] Atti della Società italiana di dermatologia e sifilografia e delle sezioni interprovinciali, May-June 1954, 95 (3): 201-218.
- F. Gianotti. The action of ACTH on blood histamine and eosinophil leukocytes in a case of herpes gestationis. The Journal of Allergy, St, Louis, September 1954, 25 (5): 472-476.
- F. Gianotti. [Further pathogenetic aspects of herpes gestationis and their relations to pre-eclamptic pregnancy toxemias; clinical and experimental study of 5 cases.] Atti della Società italiana di dermatologia e sifilografia e delle sezioni interprovinciali, September 1954, 95 (5): 423-49.
- F. Gianotti. [Clinical data on 22 cases of Kaposi's varicelliform eruption; its relation to chickenpox and vaccinosis.] Atti della Società italiana di dermatologia e sifilografia e delle sezioni interprovinciali, May-June 1955, 96 (3): 255-62.
- F. Gianotti. [Two cases of infantile Duhring's dermatitis herpetiformis; rare bullous laryngeal localization in one case; therapeutic efficacy of cortisone.] Atti della Società italiana di dermatologia e sifilografia e delle sezioni interprovinciali, May-June 1955, 96 (3): 263-269.
- F. Gianotti. [Pathogenesis of dysendocrisiasis in herpes gestationis; experimental and therapeutic findings.] Atti della Società italiana di dermatologia e sifilografia e delle sezioni interprovinciali, October-December 1955, 96 (4):568.
- F. Gianotti. [Report on a special case of toxic infection characterized by a desquamative erythemato-infiltrative eruption with lenticular foci and a selective localization at the extremities.] Atti della Società italiana di dermatologia e sifilografia e delle sezioni interprovinciali, November-December 1955, 96 (6): 678-697.
- F. Gianotti. [Erythemato-pompho-papulo-vesicular dermatitis in rice cleaners caused by cercariae of schistosomes.] Atti della Società italiana di dermatologia e sifilografia e delle sezioni interprovinciali, January 1956, 97 (1): 19-25.
- F. Gianotti. [Cases of erythroderma in children from 2 to 6 years.] Atti della Società italiana di dermatologia e sifilografia e delle sezioni interprovinciali, March-April 1956, 97 (2): 145-172.
- A. Crosti, F. Gianotti. [Eruptive dermatosis of probable viral origin situated on the acra.] Dermatologica, basel, November 1957, 115 (5): 671-677.
- F. Gianotti. [Acrodermatitis enteropathica. Illustration and consideration on a case.] Giornale italiano di dermatologia, Milano, March-April 1959, 100: 154-162.
- A. Crosti, F. Gianotti, E. Hahn. [Isolation of a pathogenic virus of the pemphigus disease group (Preliminary note).] Bollettino dell'istituto sieroterapico Milanese, Milano, January-February 1960, 39: 21-32.
- F. Gianotti. [Malignant subacute reticuloendotheliosis of childhood, Letterer-Siwe disease, studied as a generalized candidisis.] Giornale italiano di dermatologia, Milano, January/February 1962, 103: 1-14.
- F. Gianotti. [A case of benign lymphoreticulosis (cat-scratch disease) with unusual herpetiform vesiculopustular eruption at the inoculation site.] Giornale italiano di dermatologia, September-October 1963, 104: 379-386.
- A. Crosti, F. Gianotti. [Further contribution to the knowledge of infantile papulous acrodermatitis.] Giornale italiano di dermatologia, September-October 1964, 105: 477-504.
- F. Gianotti. [Viral anicteric hepatitis in infantile papular acrodermatitis] Epatologia, Rome, March-April 1966, 12 (2): 171-191.
- F. Gianotti. L'epatite anitterica virale nell' acrodermatite papulosa infantile. Epatologia, Rome, 1966, 12: 171-191.
- F. Gianotti. [Subacute Letterer-Siwe reticuloendotheliosis and candidiasis]. Dermatologia internationalis, Philadelphia, January-March 1967, 6 (1):29-30.
- F. Gianotti. Gianotti-Crosti syndrome. The British Journal of Dermatology, London, 1968, 80 (5): 342-343.
- F. Gianotti. [Netherton's disease. Study of 2 cases and of relations with variable circinate erythematodesquamative genodermatoses] Annales de dermatologie et de syphiligraphie, Paris, 1969, 96 (2): 147-155.
- F. Gianotti. [Unusual bullous dermatitis of the fingers and face in a newborn with very important monocytosis]. Annales de dermatologie et de syphiligraphie, Paris, 1969, 96 (4): 395-398.
- F. Gianotti. [5 cases of congenital bullous incontinentia pigmenti] Bulletin de la Société française de dermatologie et de syphiligraphie, Paris, 1969, 76 (3): 321-322.
- F. Giannotti. L’acrodermatite papulosa infantile. 'Malattia'. Gazzetta sanitaria, Milano, 1970, 41: 271-274.
- F. Gianotti. [Histiocytosis with cells containing vermiform intracytoplasmic particles. 2nd case in an infant] Bulletin de la Société française de dermatologie et de syphiligraphie, 1972, 79 (3): 244-245.
- F. Gianotti. [Drop parapsoriasis in childhood: differentiation of a form with central localization] Bulletin de la Société française de dermatologie et de syphiligraphie, 1972, 79 (5): 517-518.
- F. Gianotti. Papulaer acrodermatitis in childhood. An Australia antigen disease. Archives of Disease in Childhood, London, 1973, 48: 794-745.
- F. Gianotti. Letter: Hepatitis B antigen in papular acrodermatitis in children. British Medical Journal, July 20, 1974, 3 (5924): 169-170.
- F. Gianotti. Cutaneous benign histiocytoses of childhood. Modern Problems in Paediatrics, Basel, New York, 1975, 17: 193-203.
- F. Gianotti. [Proceedings: Infantile familial bullous recurrent dermatitis with eyelid, lip, and genital localizations and otorrhagia, and fatal course: hetero-provoked pathomimia] Annales de dermatologie et de syphiligraphie, Paris, 1975, 102 (4): 403-405.
- F. Gianotti. Erythema gyratum atrophicans transiens neonatale. Modern Problems in Paediatrics, 1975, 17: 114-115.
- F. Gianotti. Papular acrodermatitis of childhood. An Australia antigen disease. Modern Problems in Paediatrics, 1975, 17: 180-189.
- F. Gianotti, R. Caputo. Some ultrastructural aspects of lymph-node cells and hepatocytes in papular acrodermatitis of childhood. Journal of Cutaneous Pathology, Copenhagen, 1975, 2 (2): 97-102.
- F. Gianotti, E. Ermacora. Erythema gyratum atrophicans transiens neonatale. Archives of Dermatology, Chicago, May 1975, 111 (5): 615-616.
- F. Gianotti. Letter: Gianotti-Crosti syndrome and viral infection. British Medical Journal, May 24, 1975, 2 (5968): 443.
- R. Caputo, F. Gianotti, G. Gasparini. Ultrastructural changes induced by vinblastine in cutaneous lesions of histiocytosis X. International Journal of Dermatology, October 1975, 14 (8): 579-585.
- F. Gianotti. [Infantile papular acrodermatitis. Acrodermatitis papulosa and the infantile papulovesicular acrolocalized syndrome]. Der Hautarzt, Berlin, October 1976, 27 (10): 467-472.
- F. Gianotti. Akrodermatitis papulosa infantilis. An Australia antigen disease. Pädiatrie und Pädologie, Wien, 1977, 12 (1): 58-62.
- F. Gianotti. [Chloracne due to tetrachloro-2,3,7,8-dibenzo-p-dioxin in children (author's transl)] Annales de dermatologie et de véneréologie, December 1977, 104 (12): 825-829.
- F. Gianotti. Chloracné au tétrachloro-2,3,7,8-dibenzo-p-dioxine chez les enfants. Annales de dermatologie et de véneréologie, Paris, December 1977, 104 (12): 825–829.
- F. Gianotti. HBsAg and papular acrodermatitis of childhood. The New England Journal of Medicine, Boston, February 23, 1978, 298 (8): 460.
- F. Gianotti. Papular acrodermatitis in childhood and other papulovesicular acrolocated syndromes. The British Journal of Dermatology, London, 1979, 100: 49-59. Review.
- F. Gianotti. Inherited ichthyosiform dermatoses in childhood. The Journal of Dermatology, Tokyo, February 1980, 7 (1): 1-9. Review.
- F. Gianotti. Gianotti-Crosti syndrome: a reappraisal. / Emiliano Panconesi, editor: Dermatology in Europe, Oxford, Blackwell, 1991: 507-508.